# Jüdisches Leben in Gliwice

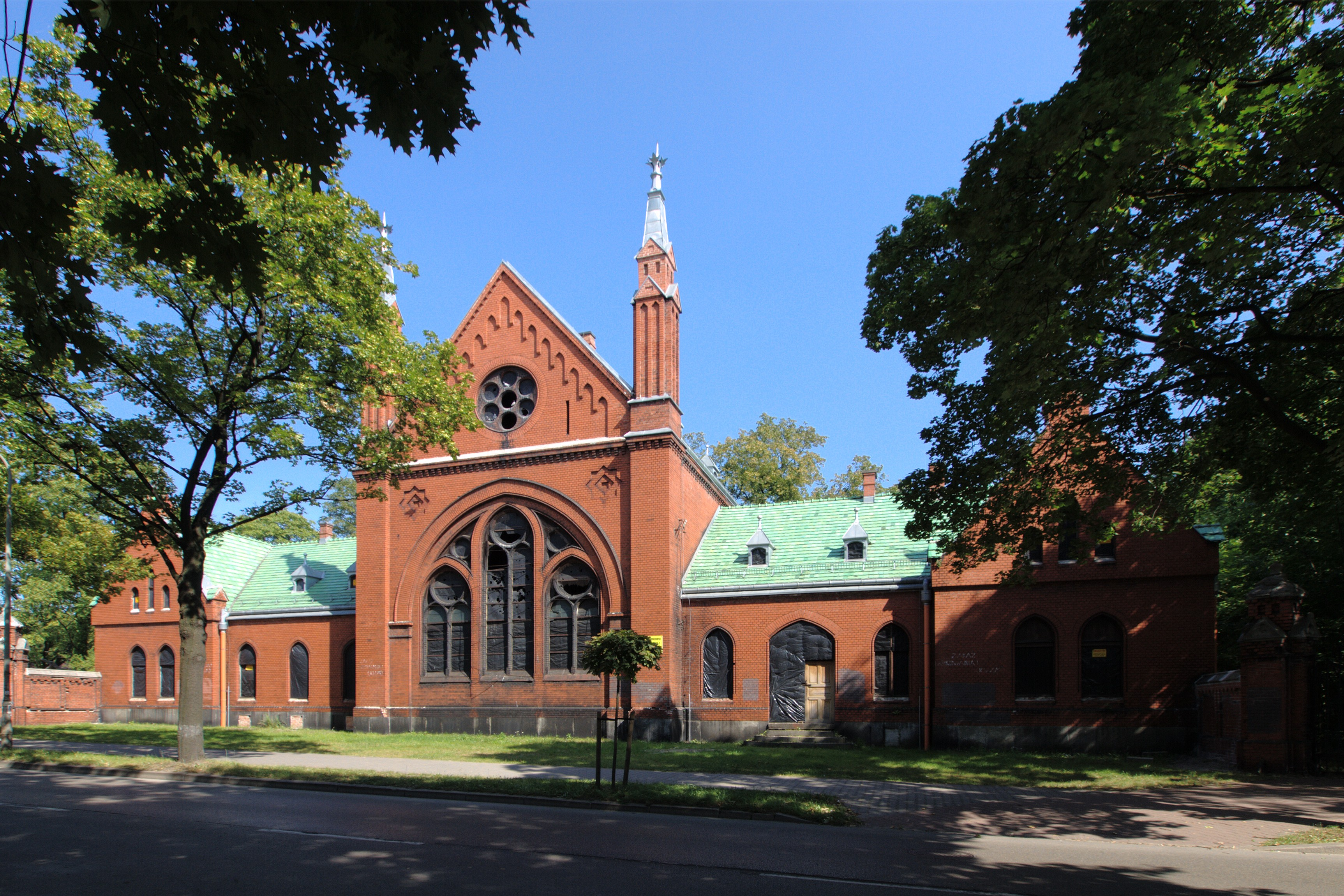
Zeremonienhalle, Haus der Erinnerung an die Juden Oberschlesiens (2011)

Zu den Zeugnissen Jüdischen Lebens in Gleiwitz / Gliwice gehören heute das Haus der Erinnerung an die Juden Oberschlesiens (polnisch Dom Pamięci Żydów Górnośląskich), zwei ehemalige Friedhöfe und die Synagoge der jüdischen Gemeinde. Gliwice (deutsch Gleiwitz) ist mit etwa 177.000 Einwohnern die viertgrößte Stadt der Woiwodschaft Schlesien in Polen.

## Haus der Erinnerung an die Juden Oberschlesiens
Die Einrichtung (Dom Pamięci Żydów Górnośląskich) wurde im März 2019 nach aufwändiger Restaurierung als Außenstelle des Museums in Gleiwitz / Gliwice (Muzeum w Gliwicach; bis 1945 Oberschlesisches Museum Gleiwitz) in der ehemaligen Zeremonienhalle des jüdischen Friedhofs eröffnet. Das neogotische Gebäude wurde 1903 nach einem Entwurf des Wiener Architekten Max Fleischer erbaut. Auf 150 Quadratmetern zeigt die Dauerausstellung die Geschichte der Juden Oberschlesiens von der ersten urkundlichen Erwähnung im 13. Jahrhundert bis zu den Todeswegen in der Schoah. In Kattowitz fand 1884 die erste internationale zionistische Konferenz der Chibbat-Zion-Bewegung statt, Leo Baeck verfasste sein Hauptwerk in Oppeln. Daneben bestehen Räume für wechselnde Ausstellungen und Seminare.

## Friedhöfe und Gebäude
- Alter jüdischer Friedhof (ulica Na Piasku), belegt von 1815 bis 1937, 700 erhaltene Grabsteine
  - ehemaliges Taharahaus
- Neuer jüdischer Friedhof (ul. Poniatowskiego), offiziell 1953 geschlossen, 600 zum Teil stark beschädigte Grabsteine. Die jüdische Gemeinde verhinderte 1945 die Zerstörung aller deutschen Grabinschriften.
  - Zeremonienhalle des jüdischen Friedhofs (ul. Poniatowskiego 14), 1903 erbaut, seit 2019 Museum
- An die 1938 zerstörte Neue Synagoge (ul. Dolnych Wałów 15) erinnern zwei Gedenktafeln.
- Synagoge der jüdischen Gemeinde (ul. Dolnych Wałów 9), erbaut 1909 als Gemeindehaus der jüdischen Gemeinde
- Villa Caro (ul. Dolnych Wałów 8a), bis 1885 für Oscar Caro erbaut, Hauptsitz des Museums in Gleiwitz / Gliwice

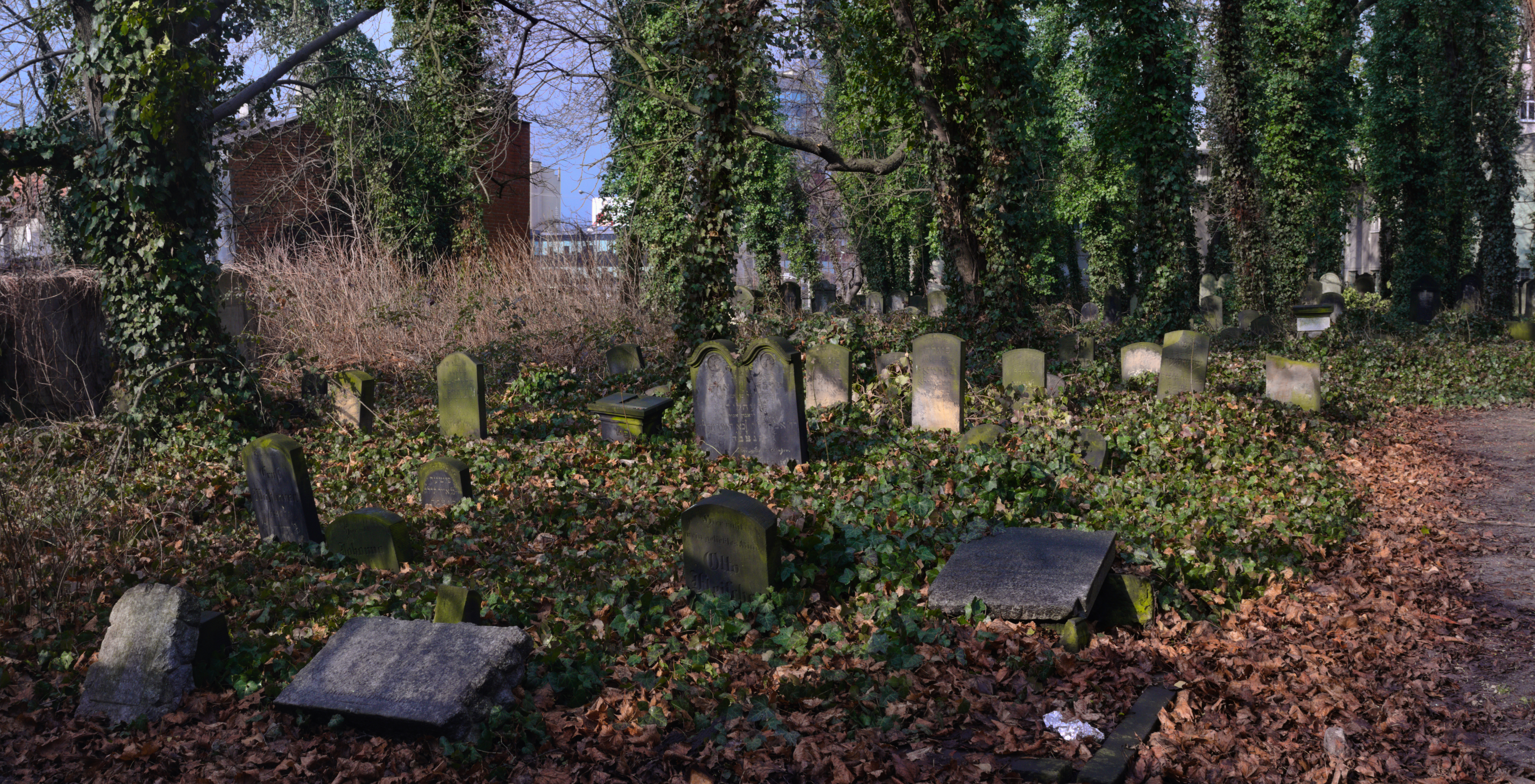
Alter jüdischer Friedhof (2020)
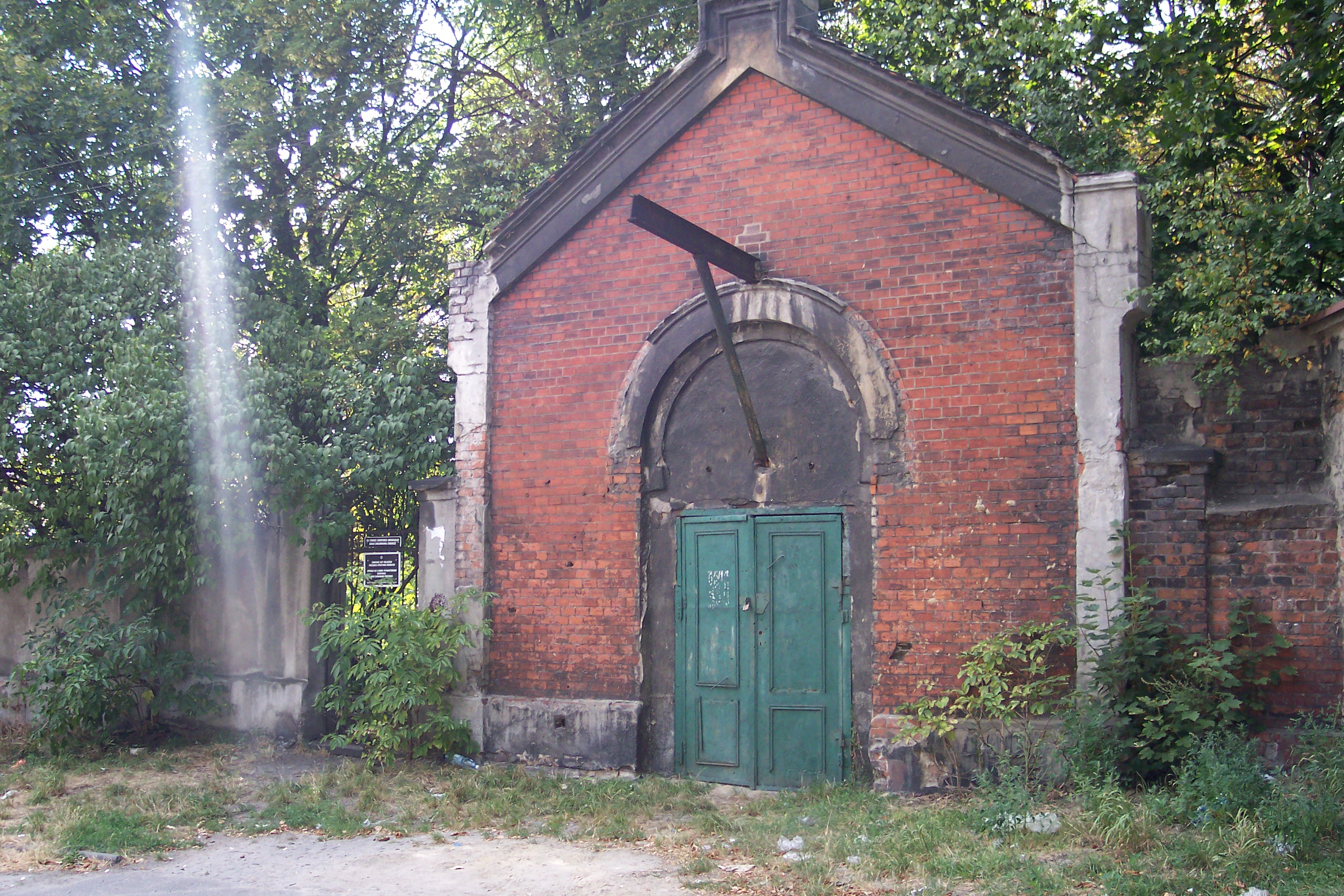
Ehemaliges Taharahaus
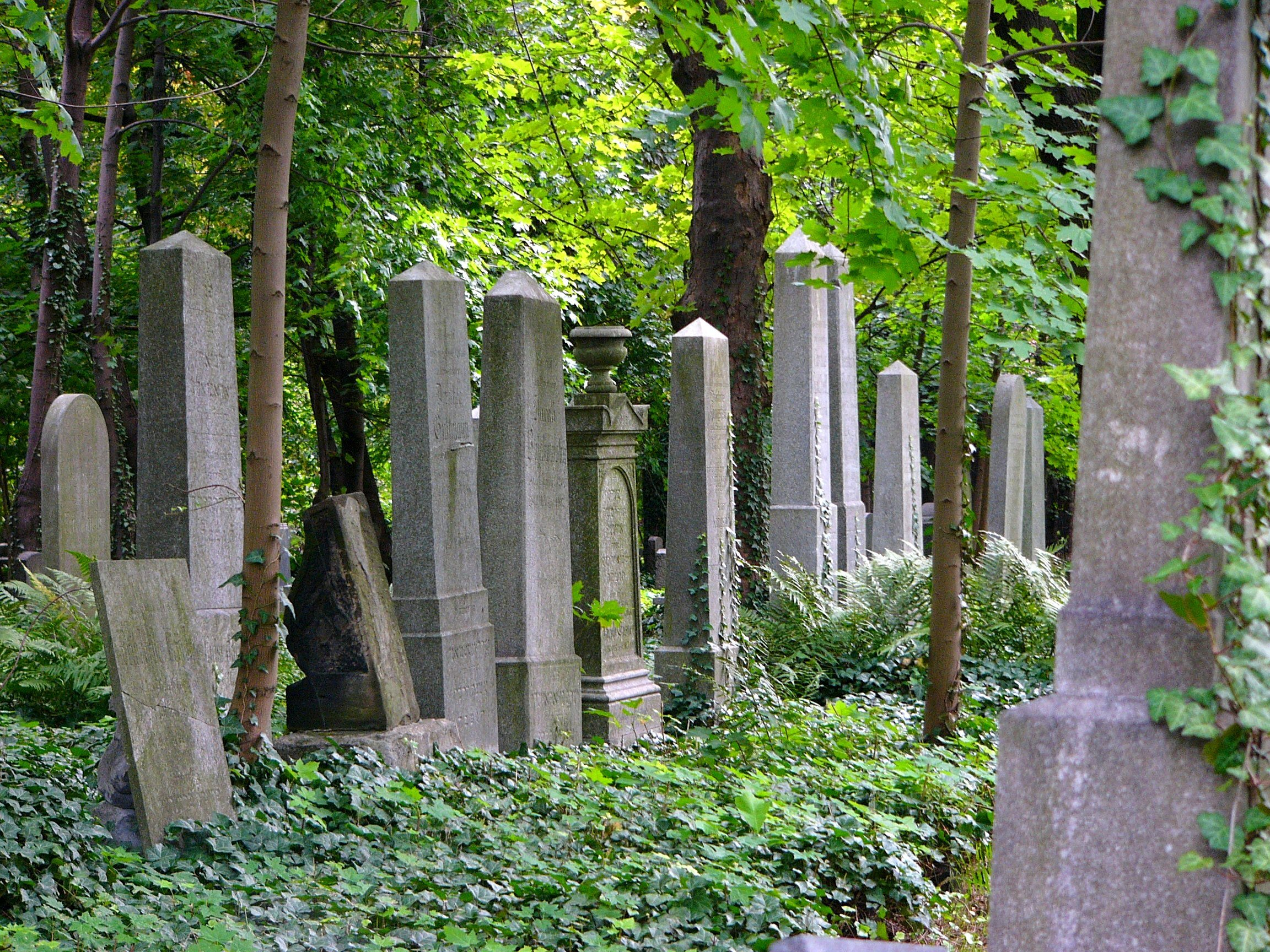
Neuer jüdischer Friedhof
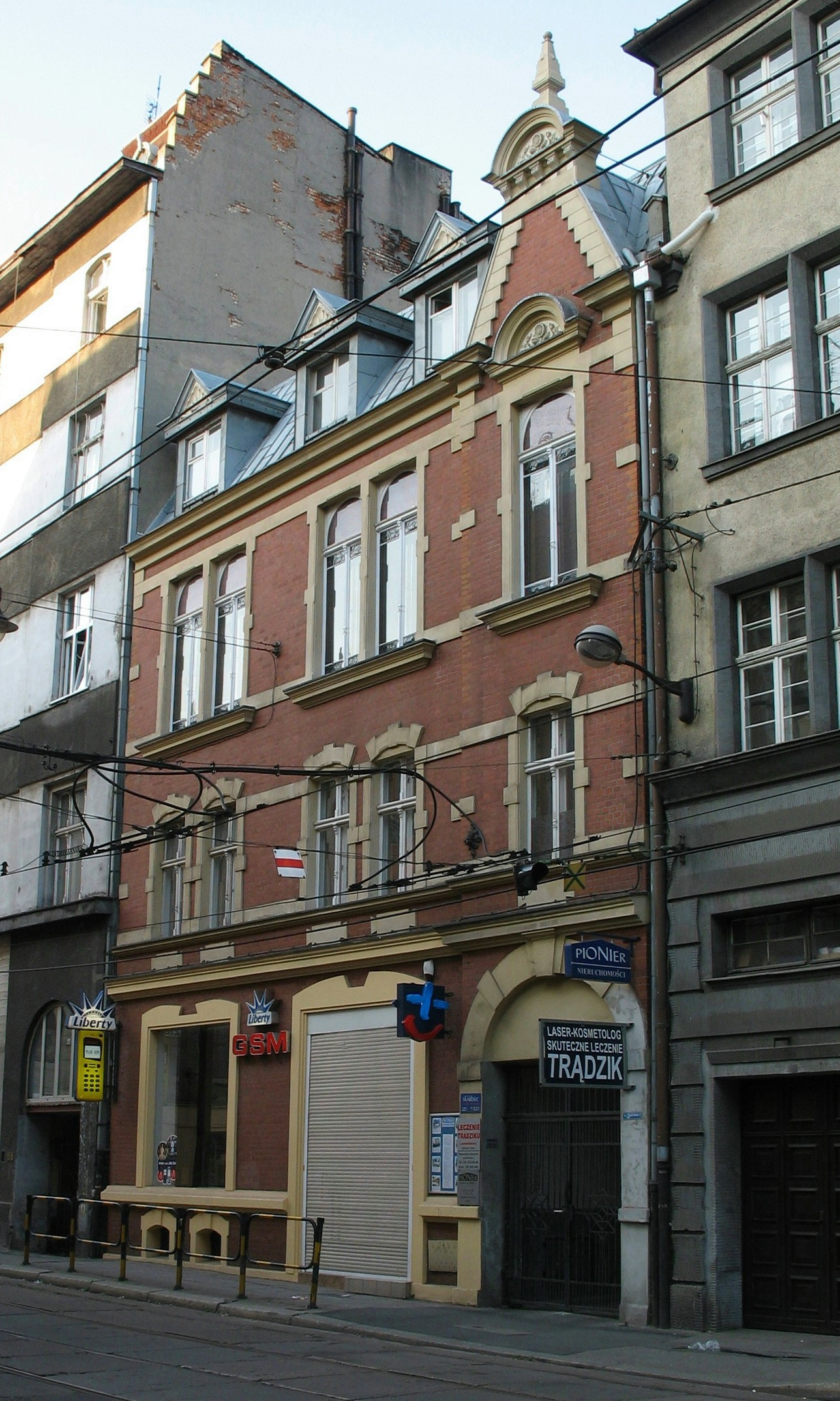
Synagoge, ehemals Gemeindehaus
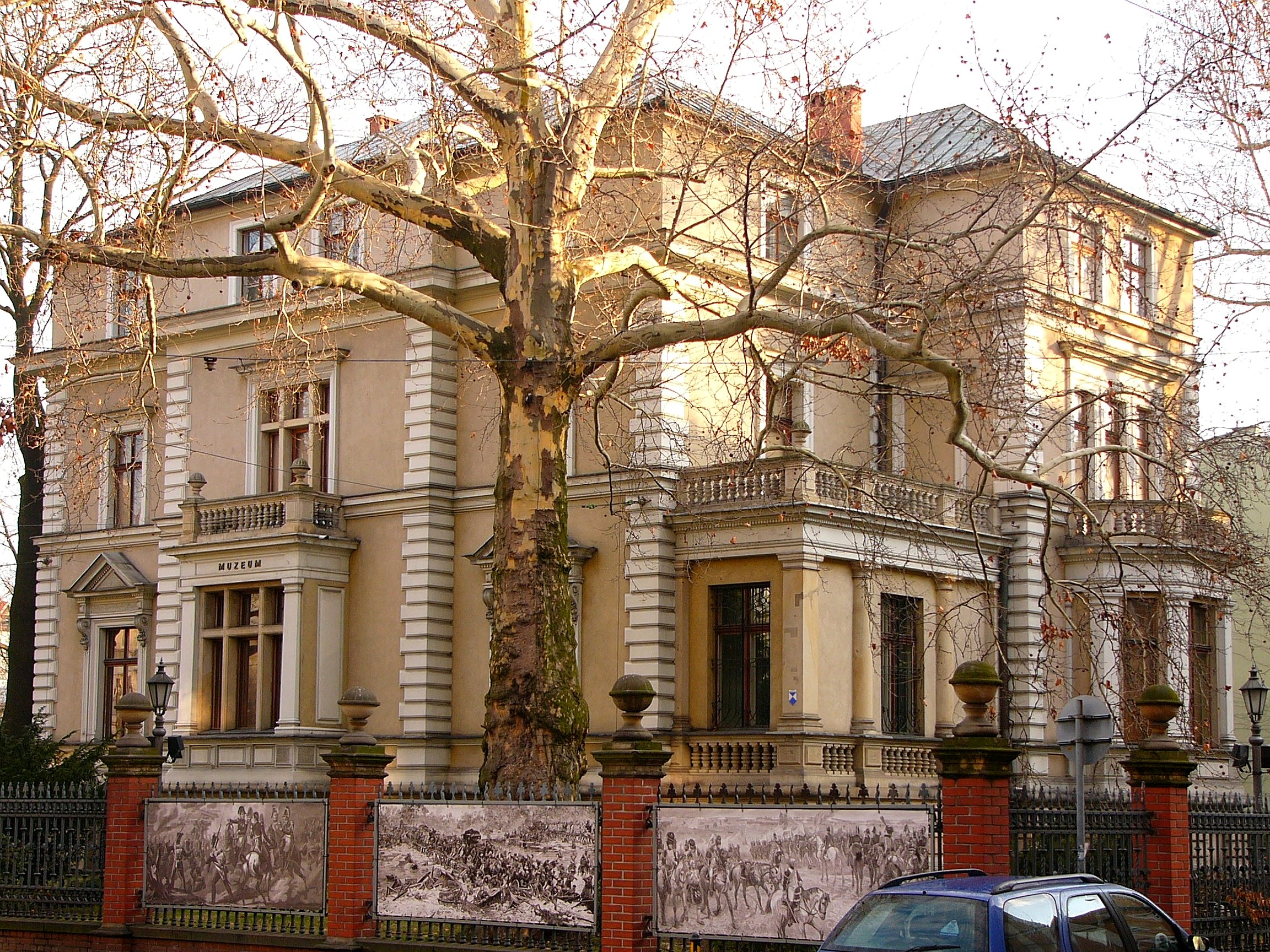
Villa Caro (2013)

## Geschichte

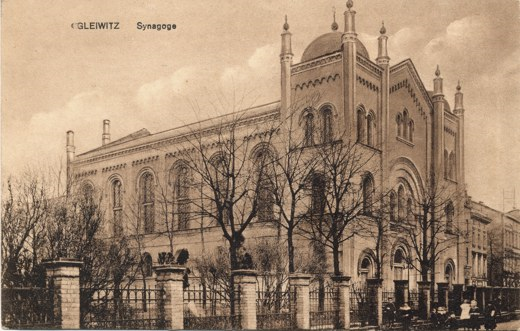
Neue Synagoge in Gleiwitz (um 1920)

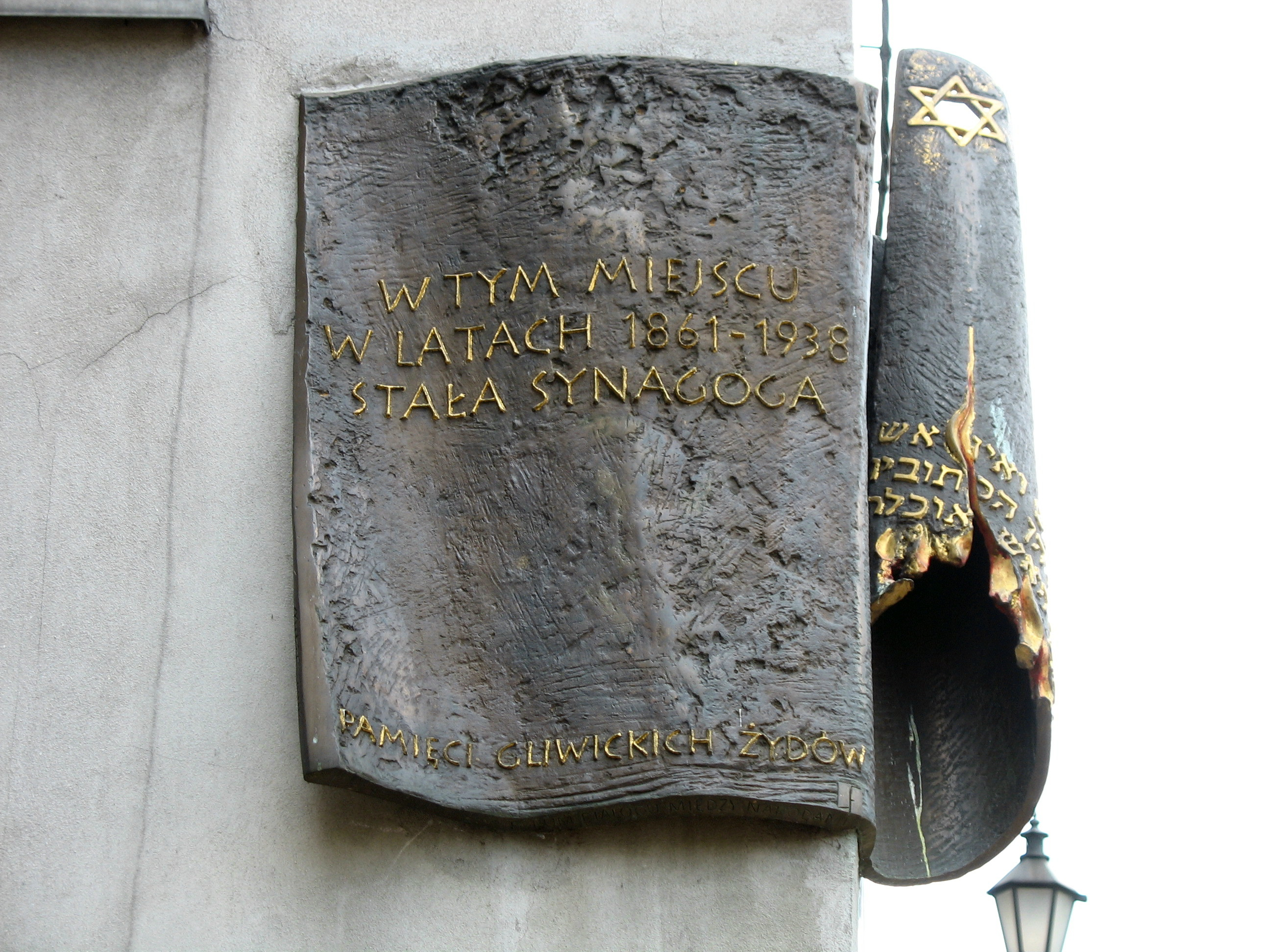
Gedenktafeln für die Neue Synagoge

Im 17. Jahrhundert ist die Judengasse der Stadt belegt. Salomon Loebel erwarb 1742, als erster namentlich bekannter Jude, ein Haus in der Stadt. Im Jahr 1812 wurde der Betsaal der jüdischen Gemeinde durch eine schlichte Synagoge in der Pfarrstraße ersetzt. Juden wurden auf den Friedhöfen von Nicolai und Langendorf beigesetzt, bis um 1815 der „alte“ jüdische Friedhof in Gleiwitz eröffnet wurde. Mit der wirtschaftlichen und industriellen Entwicklung der Stadt nahm die Zahl der jüdischen Einwohner deutlich zu. Im Jahr 1858 hatten 1880 Personen einen Anteil von 18 Prozent an der Bevölkerung. Die jüdische Gemeinde ließ von 1859 bis 1861 eine neue Synagoge errichten. Das Bauwerk im neoromanisch-maurischen Stil gehörte zu den ersten Kultbauten, die von jüdischen Architekten entworfen wurden. Die alte Synagoge wurde als jüdische Schule genutzt.
Jüdische Unternehmer spielten eine bedeutende Rolle in Gleiwitz. Salomon Huldschinsky gründete 1868 das Hüttenwerk S. Huldschinsky & Söhne, Robert Caro die Herminenhütte im Vorort Laband. Fritz Friedlaender gründete 1884 eine Kokerei, aus der 1890 die Oberschlesische Kokswerke und Chemische Fabriken AG (1937 Schering AG) entstand.
Nachdem der jüdische Friedhof um 1900 vollständig belegt war, wurde bis 1903 der neue jüdische Friedhof mit der neogotischen Zeremonienhalle angelegt. Das jüdische Gemeindehaus wurde 1909 erbaut. Die Gemeinde unterhielt einen Kindergarten, eine Bibliothek und eine hebräische Unterrichtsanstalt. Im Jahr 1926 wurde das Jüdische Altersheim eröffnet.
Im Ersten Weltkrieg fielen 57 Gleiwitzer Juden auf deutscher Seite. Nach der Teilung Oberschlesiens lag Gleiwitz in Nähe der polnischen Grenze und viele Juden zogen in den wirtschaftlich schwierigen Jahren fort. Bis zum Auslaufen des Abkommens zum „Schutz der nationalen Minderheiten“ waren die jüdischen Einwohner bis 1937 vor Diskriminierungen und Entrechtungen geschützt. Im Oktober 1938 zwangen die nationalsozialistischen Behörden 33 Familien polnischer Juden zum Verlassen des Landes. Während der Novemberpogrome wurde die Synagoge niedergebrannt und etwa 230 jüdische Männer in Konzentrationslager verschleppt. Durch Emigration sank die Zahl der Juden bis Mai 1939 auf etwa 900.
In sechs Transporten wurden bis Juni 1942 knapp 600 Juden nach Auschwitz-Birkenau verschleppt, wo die meisten umkamen oder ermordet wurden. Nach letzten Transporten blieben im Dezember 1943 nur noch etwa 40 Juden in der Stadt zurück, die durch „Mischehen“ geschützt waren. Im Jahr 1944 wurden in der Region um Gleiwitz vier große Außenlager des KZ Auschwitz-Monowitz eingerichtet. Die meisten Gefangenen, unter ihnen viele Juden, wurden im Januar 1945 in Lager im Westen deportiert oder ermordet.
Ende der 1940er Jahre bildeten etwa 200 polnische Juden wieder eine jüdische Gemeinde. Diese löste sich nach dem Sechstagekrieg von 1967 fast völlig auf. Der neue jüdische Friedhof wurde 1953 geschlossen und sollte in den 1970er Jahren eingeebnet werden. Im Jahr 2018 lebten wieder 200 Personen jüdischen Glaubens in Gliwice. Ihre Gemeinde ist orthodox ausgerichtet.

## Persönlichkeiten (Auswahl)
- Eugen Goldstein (1850–1930), Physiker
- Alfred Hauptmann (1881–1948), Psychiater und Neurologe
- Kurt Huldschinsky (1883–1940), Kinderarzt
- Oscar Troplowitz (1863–1918), Apotheker, Unternehmer (Beiersdorf) und Kunstmäzen; Erfinder von Leukoplast, Labello sowie Nivea.